# Ritmo cardíaco
El ritmo cardíaco es la sucesión regular de sístoles y diástoles de la musculatura del corazón, la que en condiciones normales se contrae a razón de 60 a 90 veces por minuto. El ritmo es controlado por el nodo sinoauricular, una pequeña formación de tejido especializado que se localiza en la aurícula derecha y que de forma regular y espontánea produce impulsos eléctricos que se transmiten a las dos aurículas y, a través de otras formaciones especializadas –nódulo de Aschoff-Tawara y fascículo de His–, a los ventrículos; el resultado es la generación de las contracciones cardíacas a un ritmo regular. La disfunción o la alteración del tejido conductor ocasionan trastornos del ritmo cardíaco como extrasístoles, taquicardias o bradicardias.

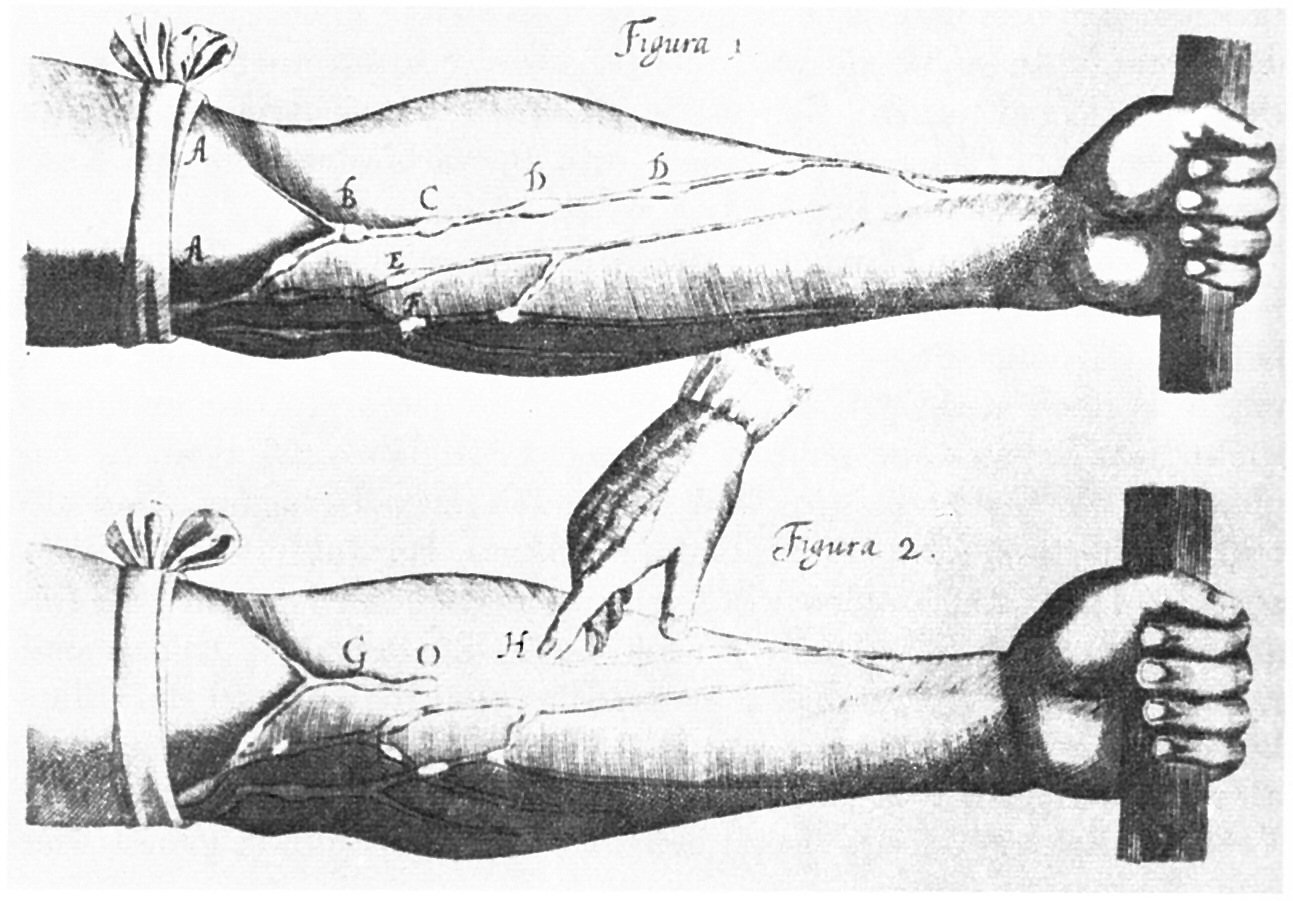
Así ilustró William Harvey (1578-1657) la circulación venosa del antebrazo.

El estudio del ritmo cardíaco reconoce antecedentes milenarios. En 1628 William Harvey, en su descripción fundacional de la circulación sanguínea, hablaba del “pulso del corazón” y describía las fases de contracción y relajación ventriculares.
 
En el siglo XVIII Stephen Hales describió por primera vez los cambios cíclicos de la actividad cardíaca y la presión arterial.

## Ritmo, intervalo y frecuencia
Un ciclo (del latín cyclus) es un período temporal que una vez finalizado vuelve a empezar. También se lo puede describir como la secuencia de etapas que atraviesa un suceso de características periódicas o el grupo de fenómenos que se reiteran en un orden determinado. En cuanto al ciclo cardíaco, 

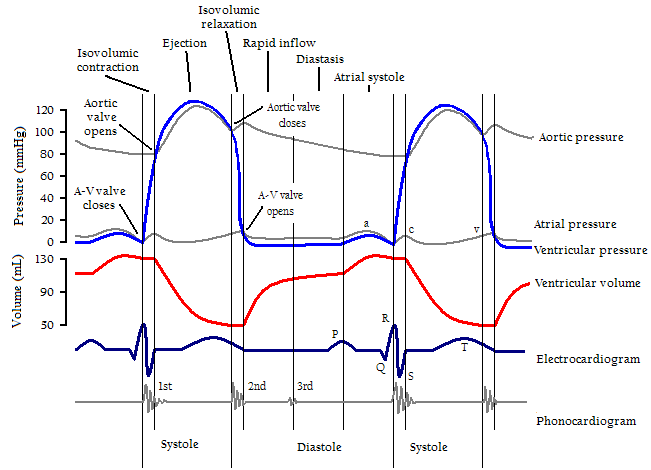
Diagrama que ilustra lo que sucede durante el ciclo cardíaco.

 es el conjunto de fenómenos cardíacos que se producen desde el comienzo de un latido del corazón hasta el comienzo del latido siguiente. En un ciclo cardíaco normal las dos aurículas se contraen mientras los dos ventrículos se relajan; asimismo, mientras los dos ventrículos se contraen se relajan las dos aurículas. El término sístole se refiere a la fase de contracción en tanto que el término diástole alude a la fase de relajación. Un ciclo cardíaco consta de una sístole y una diástole de ambas aurículas y de una sístole y una diástole de ambos ventrículos. 

Para medir la duración del ciclo es útil la analogía entre el corazón y un oscilador, sea electrónico o mecánico. En este último caso (por ejemplo, un péndulo) el ciclo se mide por el tiempo que demora el péndulo en volver a la posición inicial luego de un recorrido completo. 

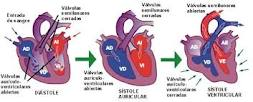
Fases del ciclo cardíaco.

Del mismo modo, el ciclo cardíaco se mide por el tiempo que transcurre entre un punto dado del ciclo (por ejemplo, el inicio de la sístole) y el mismo punto de la sístole siguiente. El tiempo transcurrido para que se complete un ciclo se conoce también como intervalo; la inversa del intervalo es la frecuencia. Así, los corazones con un ritmo de intervalos largos son los que tienen frecuencia baja (bradicardia) y los de intervalos cortos son los que muestran frecuencia alta (taquicardia).
En física y en muchas otras disciplinas el intervalo o período se mide en segundos de modo que las frecuencias se expresan en hertz (Hz = 1/s). En el caso del corazón, es común que el intervalo o período se mida en minutos (o fracción) de modo que la frecuencia cardíaca es el número de latidos cardíacos ocurridos en un minuto (latidos por minuto o lpm).
Si bien el concepto de ritmo suele ser asociado con el de frecuencia, no se trata de lo mismo. La frecuencia de un proceso cualquiera refiere al número de veces que se repite ese proceso en la unidad de tiempo; para este caso, la frecuencia cardíaca es promedio del número de latidos en los ciclos cardíacos ocurridos en un minuto.

El ritmo cardíaco, en cambio, alude a las diferencias o las similitudes que hay entre los intervalos. Así, se habla de un ritmo regular cuando los intervalos son iguales entre sí y de un ritmo irregular en el caso contrario.
Los conceptos de ritmo y frecuencia solo se superponen cuando en lugar de usar frecuencias promedio se usa el concepto de frecuencia instantánea (es decir, la inversa de un intervalo en lugar del promedio). Pero esta no es la forma habitual de expresar la frecuencia cardíaca, salvo en los estudios de variabilidad de dicha frecuencia que analizan diferencias entre intervalos y por lo tanto refieren al concepto de frecuencia instantánea.
Dicho de otro modo, la frecuencia puede ser alta o baja mientras que el ritmo se caracteriza por ser regular o irregular. 
En el ritmo cardíaco también se emplea una nomenclatura relacionada con su origen, a saber, ritmo sinusal (originado en el nodo sinusal), auricular, ventricular, etcétera, de uso frecuente en clínica cardiológica.

## Alteraciones del ritmo cardíaco

### Arritmias
Las arritmias son alteraciones del ritmo cardíaco (del latín rhythmus, cadencia o golpeteo) que pueden deberse a su aceleración (taquiarritmias) o a su enlentecimiento (bradiarritmias). Cuando el ritmo (o cadencia) no es el esperado porque el ciclo se acorta o se alarga, la contracción del corazón es percibida por la persona como un salto en los latidos o palpitaciones.
 
Algunas de las arritmias provocan síntomas, entre los que figuran palpitaciones y mareos que pueden llegar hasta la pérdida de la conciencia, pero también es posible que los pacientes con arritmias permanezcan asintomáticos.

### Taquicardia
La taquicardia sinusal, que es el aumento de la frecuencia cardíaca por encima de 100 latidos por minuto, en la mayor parte de los casos es consecuencia del estrés físico (como durante un ejercicio del tipo de subir escaleras o correr) o mental (como el causado por un susto, por ansiedad, por miedo, etc.). También puede deberse a un incremento de las demandas orgánicas de oxígeno (por anemia, insuficiencia cardíaca, insuficiencia respiratoria) o a enfermedades concomitantes (fiebre de cualquier origen, hipertiroidismo, embolia pulmonar, etc.). En estos casos la taquicardia sinusal es una respuesta adaptativa normal del organismo y por lo tanto no suele requerir más tratamiento que el de la causa que la origina.
En raras ocasiones la taquicardia sinusal no obedece a ninguna de las situaciones descritas y entonces se denomina “taquicardia sinusal inadecuada”, que si es sintomática puede tratarse con fármacos betabloqueantes específicos, con bloqueantes cálcicos o incluso, en casos seleccionados, con un tratamiento invasivo como la ablación.

### Bradicardia
Las bradicardias suelen ser asintomáticas y no requerir tratamiento. 
Si se manifiestan, pueden ser tratadas con marcapasos. La bradicardia sinusal se define como ritmo sinusal con una frecuencia cardíaca en reposo de 60 latidos por minuto o menos. Los pacientes con esta bradicardia en general no desarrollan síntomas hasta que la frecuencia cardíaca desciende a menos de 50 latidos por minuto. El potencial de acción responsable de este ritmo lento surge del nodo sinusal y sobre la superficie del ECG causa una onda P que es normal tanto en términos de amplitud como de vector. En los casos típicos después de estas ondas P se observan un complejo QRS y una onda T normales.